# Red Stockings de Cincinnati (1866-1871)

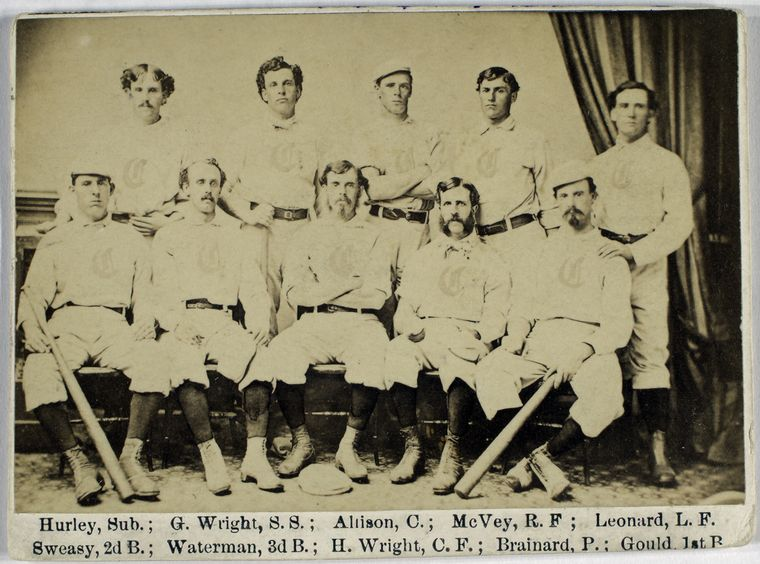
Les Red Stockings en 1869

Les Cincinnati Red Stockings étaient une franchise de baseball professionnel basée à Cincinnati qui opéra du 23 juin 1866 à 1871.

## Histoire
Ce fut la première formation à devenir totalement professionnelle en 1869. Ils ne firent pas partie d'un championnat organisé mais rivalisèrent avec les formations de la National Association of Base Ball Players. Ils effectuent des tournées à travers les États-Unis. Les Cincinnati Red Stockings sont ainsi invités par la Pacific Baseball Convention à effectuer une tournée à San Francisco en 1869. L’achèvement de la ligne de chemin de fer transcontinental permet désormais ces longs déplacements. Les Red Stockings disputent 5 matchs dans la région de la Bay pour autant de victoire. Cincinnati concède 22 points à ces adversaires californiens mais marquent pas moins de 289 points, soit 58 par match en moyenne ! 
À la fin de la saison 1869, les Cincinnati Red Stockings, invaincus en 57 matchs, sont l’incontestable équipe de l’année. Ces pionniers du baseball pro ont évolué devant 200 000 spectateurs pour une soixantaine de matchs et parcouru près de 20 000 km ! Le bilan financier de cette première saison pro est positif : 1,39 dollar de bénéfice.

### La rivalité avec Chicago
Cincinnati et Chicago ont été citées comme étant rivales dans les années 1860 et 1870. Cincinnati était connue à l'époque pour son commerce de la viande et elle était appelée « Porkopolis », un surnom qui date d'au moins 1843. À partir du début des années 1860, Chicago a dépassé Cincinnati dans ce commerce et a fièrement revendiqué le même surnom « Porkopolis ».
À cette époque, les matchs de baseball étaient particulièrement intenses. En 1869, les Red Stockings de Cincinnati faisaient la fierté du baseball aux États-Unis, de manière que Chicago est arrivée avec une équipe rivale appelée White Sox de Chicago (les chaussettes blanches).